# Ray Rennahan
Ray Rennahan, (né le 1er mai 1896 à Las Vegas et mort le 19 mai 1980 à Tarzana, en Californie) est un directeur de la photographie américain.
Il est l'un des six directeurs de la photographie à avoir été décoré par une étoile sur le Hollywood Walk of Fame aux côtés de Haskell Wexler, Conrad L. Hall, J. Peverell Marley, Leon Shamroy et Hal Mohr.

## Filmographie partielle
- 1923 : Les Dix Commandements
- 1928 : Cours, ma fille (Run, Girl, Run) d'Alfred J. Goulding
- 1929 : Gold Diggers of Broadway
- 1931 : Fanny Foley Herself
- 1932 : Docteur X
- 1933 : Masques de cire
- 1934 : La Cucaracha
- 1935 : Pirate Party on Catalina Isle
- 1935 : La Fiesta de Santa Barbara
- 1935 : Becky Sharp
- 1937 : Le Voilier maudit (Ebb Tide), de James P. Hogan
- 1937 : La Baie du destin
- 1938 : Toura, déesse de la jungle
- 1938 : Kentucky
- 1939 : Autant en emporte le vent
- 1939 : Les Fils de la Liberté
- 1939 : Sur la piste des Mohawks
- 1940 : Sous le ciel d'Argentine
- 1940 : L'Oiseau bleu
- 1940 : La Roulotte rouge
- 1941 : La Reine des rebelles
- 1941 : Arènes sanglantes
- 1941 : Une nuit à Rio
- 1943 : Pour qui sonne le glas (For Whom The Bell Tolls)
- 1943 : Victoire dans les airs
- 1944 : Un fou s'en va-t-en guerre
- 1944 : Les Nuits ensorcelées
- 1944 : La Belle de l'Alaska (Belle of the Yukon) de William A. Seiter
- 1945 : Les Trois Caballeros
- 1945 : Aladin et la Lampe merveilleuse (A Thousand and One Nights)
- 1946 : Californie terre promise
- 1947 : Les Exploits de Pearl White (The Perils of Pauline)
- 1947 : Les Conquérants d'un nouveau monde
- 1948 : Visage pâle
- 1949 : Un Yankee à la cour du roi Arthur (A Connecticut Yankee in King Arthur's Court)
- 1950 : La Tour blanche (The White Tower)
- 1951 : Le Sentier de l'enfer (Warpath)
- 1951 : La Ville d'argent (Silver City)
- 1952 : Les Rivaux du rail (Denver and Rio Grande) de Byron Haskin
- 1952 : Les Fils des Mousquetaires
- 1953 : Le Sorcier du Rio Grande
- 1953 : Vol sur Tanger (Flight to Tangier)
- 1955 : Les Rôdeurs de l'aube (Rage at Dawn)
- 1958 : Terreur au Texas

## Récompenses et distinctions
Ray Rennahan reçut deux fois l'oscar de la meilleure photographie et fut retenu sept fois pour la même récompense.

### Récompenses
Oscar de la meilleure photographie :
- 1940 : Autant en emporte le vent, avec Ernest Haller
- 1942 : Arènes sanglantes, avec Ernest Palmer

### Nominations
- 1940 : Sur la piste des Mohawks, avec Bert Glennon
- 1941 : Sous le ciel d'Argentine, avec Leon Shamroy
- 1941 : L'Oiseau bleu, avec Arthur C. Miller
- 1942 : Louisiana Purchase, avec Harry Hallenberger
- 1944 : Pour qui sonne le glas
- 1945 : Les Nuits ensorcelées